# 鳞尾木
鳞尾木（学名：[Lepionurus sylvestris] 错误：{{Lang}}：文本有斜体标记（帮助））为山柚子科鳞尾木属下的一个种。